# Doryopteris duvalii
Doryopteris duvalii là một loài dương xỉ trong họ Pteridaceae. Loài này được Bellair mô tả khoa học đầu tiên năm 1897.
Danh pháp khoa học của loài này chưa được làm sáng tỏ. 